# Susi Hyldgaard
Susi Hyldgaard, (New York, 1963. június 17. – ?, 2023. január 21.) dán dzsesszénekesnő, dalszerző.

## Pályafutása
Hyldgaard egy nagybőgős lánya volt, aki különböző zenekarokban lépett fel. Családjával Dániába költözött, és ötéves korától klasszikus zongoraművésznek készült. Miután 1984-ben elvégezte a Holte Gymnasiumot, visszatért az Egyesült Államokba, ahol zongorát tanult Lars Brogaard irányítása alatt a bostoni Berklee College of Musicban. Miközben a Koppenhágai Egyetemen folytatta zenei tanulmányait, kapcsolatba került a Go Four női énekegyüttessel, és kibontakozott a dzsessziránti érzéke.
Susi Hyldgaard bár Bostonban és Koppenhágában zenét tanult, először a Danmarks Radio riportereként dolgozott. Csak 1996-ban fordult az éneklés felé „My Female Family” című első albumával. Ezt követően rock, pop és funk keverékét adta elő, később már főleg a dzseesszre koncentrált. Németországi, kanadai és az Amerikai Egyesült Államokbeli fellépéseivel vált ismertté.
Hat évig vezette a DJBFA (Danske Jazz, Beat og Folkemusik Autorer) dán dzsesszeneszerzők szakszervezetét.
A „Something Special Just For You” című albuma 2000-ben megkapta a dán Grammy-díjat, mint a legjobb új előadó. Egyre inkább a dzsessz felé mozdult el, és olyan albumaiért ismerték el, mint a „Blush” (2006), a „Magic Words” (2007) és az „It's Love We Need” (2009). Németországon kívül Kanadában és az Egyesült Államokban is fellépett. Dorte Schou írónővel közösen 2015-ben kiadta a humoros „Lorteklubben – når man skal, så skal man” című, gyerekeknek írt könyvet.
2019-ben megbetegedett. 2023. január 21-én halt meg, 59 évesen, agydaganat következtében.

## Albumok
- 1996: My Female Family
- 1999: Something Special Just For You & Jannik Jensen
- 2002: Home Sweet Home
- 2005: Blush & Steve Argüelles, Suzanne Carstensen, Dickon Hinchliffe & Jannik Jensen
- 2007: Magic Words & Aldo Romano, Jannik Jensen, Carsten Sønderskov, Niels Ehrhardt, Erling Kroner, Kasper Winding
- 2009: It's Love We Need + NDR Bigband, Hamburg
- 2011: Dansk

## Díjak
- 2000: dán Grammy-díj (legjobb dzsessz-újonc)